# Tjagapsh
Tjagapsh (en ruso: Тхагапш, en adigué: Тхьагъапшъ) es un aul del distrito de Lázarevskoye de la unidad municipal de la ciudad de Sochi del krai de Krasnodar, en el sur de Rusia. Está situado a orillas del río Psezuapsé, sobre la vertiente sur de la cordillera Nijetj, 48 km al noroeste de Sochi y 124 km al sureste de Krasnodar, la capital del krai. Tenía 167 habitantes en 2010.
Es centro administrativo del ókrug rural Kírovski, al que pertenecen asimismo Alekséyevskoye, Márino y Tatiánovka.

## Historia
El nombre de la localidad, un antiguo aul shapsug, significa en idioma adigué "agua de Dios". El aul fue trasladado como consecuencia de la guerra del Cáucaso (1817-1864) y en su lugar se establece el acantonamiento del 1.er batallón del Ejército de la Línea del Cáucaso. La fecha de fundación del asentamiento moderno se considera el 4 de diciembre de 1869. En los registros del 1 de enero de 1917, el seló Bozhi Vody ("aguas de Dios") aparece como parte del ókrug de Tuapsé de la gubernia de Chernomore. Desde el 26 de abril de 1923 forma parte del volost Lázarevskoye del raión de Tuapsé. El seló fue rebautizado en 1935 con el apellido del político soviético Serguéi Kírov. Desde el 1 de marzo de 1993 tiene el nombre y el estatus actual.

## Lugares de interés
La localidad está rodeada de bosques de castaños y plantaciones de avellanos. En sus proximidades se hallan numerosos dólmenes y un afluente del Psezuapsé forma cascadas para sortear un muro rocoso. Cabe destacar la mezquita de Tjagapsh, la Casa de Cultura y el museo étnico adigué-shapsug, el monumento a los represaliados políticos y el puente sobre el Psezuapsé.

## Economía y transporte
Es notable la cría de truchas en piscifactoría.
A unos 11 km siguiendo el cauce del río hasta su desembocadura en la costa del mar Negro, se halla la estación de ferrocarril de Lázarevskoye en la línea Tuapsé-Sujumi de la red del ferrocarril del Cáucaso Norte y la carretera federal M27 Dzhubga-frontera abjasa.